# Distrito de Cumba
El distrito de Cumba es uno de los siete distritos de la Provincia de Utcubamba, ubicado en el Departamento de Amazonas, en el norte del Perú. Limita por el norte con el distrito de El Milagro; por el noreste con el distrito de Bagua Grande; por el sureste con el distrito de Yamón y; por el oeste con el departamento de Cajamarca.
Desde el punto de vista jerárquico de la Iglesia católica forma parte del Diócesis de Chachapoyas.

## Historia
El distrito fue creado el 14 de noviembre de 1944 mediante Ley N.º 10013, en el primer gobierno del Presidente Manuel Prado Ugarteche

## Geografía
Abarca una superficie de 292,66 km² y tiene una población estimada mayor a 9 700 habitantes. 
Su capital es el pueblo de Cumba. Actualmente tiene 27 caseríos.

## Autoridades

### Municipales
- 2023 - Actualidad
  - ALCALDE: Ivan Bravo
  - REGIDORES: Lily Maribel Diaz Diaz, Elmer Mejía Campos, Diana Núñez Mejía, William Gordillo Torres, Jessy Del Pilar Pérez Cubas
- 2019-2022
  - ALCALDE: Robert Ramos

- 2015-2018[2]
  - Alcalde: Juan Marrufo Alcántara, Alianza Regional Juntos Por Amazonas (ARJPA).
  - Regidores: Óscar Indalecio Burga Díaz (ARJPA), Lino Romero Sánchez (ARJPA), Américo Mejía López (ARJPA), Florlandia Gonzales Barboza (ARJPA), Roberto Julca Peralta (Energía Comunal Amazónica).
- 2011-2014
  - Alcalde: Juan Marrufo Alcántara, Alianza Regional Juntos Por Amazonas (ARJPA).
- 2007-2010
  - Alcalde: Elías Díaz Benavides.

### Religiosas
- Obispo de Chachapoyas: Monseñor Emiliano Antonio Cisneros Martínez, OAR.[3]

## Atractivos turísticos
- Tinajas de Cumba 1:

Formación geológica, que consiste en una erosión de la roca madre ocasionada por las aguas, que discurren en la quebraba, lo que le ha dado un carácter llamativo en especies de tinajas gigantes de roca pura, está ubicado en el Distrito de Cumba y es el atractivo eje de este Distrito, tiene ocho tinajas naturales y una artificial. La erosión de las rocas alcanza una profundidad de hasta cinco metros. En desnivel de estas pozas es de 35 grados y la figura desde la cima dibuja una "s"